# Butte (Familie)
Die Butte (Bothidae), auch Linksaugen-Flundern genannt, leben in tropischen und gemäßigten Bereichen von Atlantik und Indopazifik.
Butte ernähren sich von bodenbewohnenden kleineren Fischen und Wirbellosen. Sie laichen pelagisch, die Eier treiben durch einen Öltropfen  im Freiwasser. Einige Arten sind von großer wirtschaftlicher Bedeutung.
Der Heilbutt, der wegen seines Namens gerne fälschlicherweise zu dieser Familie gezählt wird, gehört zu den Schollen, der Steinbutt (Scophthalmus maximus) und seine nahen Verwandten zur Familie der Steinbutte (Scophthalmidae).

## Merkmale
Wie bei den Scheinbutten (Paralichthyidae), Hundszungen (Cynoglossidae) und Steinbutten (Scophthalmidae) wird bei den meisten Arten der Butte die linke Körperseite während der Metamorphose zur Oberseite des Plattfisches, wohin dann auch die Augen wandern. Die Rückenflosse beginnt direkt über oder kurz hinter dem Auge. Rücken- und Afterflosse sind nicht mit der Schwanzflosse zusammengewachsen. Der Bauchflossenansatz auf der Augenseite ist breiter als der auf der Blindseite. Die Flossen haben keine Hartstrahlen, die Strahlen von Bauch- und Brustflossen sind nicht geteilt. Der Anus ist auf der Blindseite. Die meisten Arten der Butte sind sehr klein und werden nur zwischen 6 und 20 Zentimeter groß, die größten Arten erreichen Längen von 45 Zentimetern.

## Gattungen und Arten
Es gibt fast 160 Arten in 20 Gattungen.
- Gattung Arnoglossus
  - Arnoglossus andrewsi Kurth, 1954

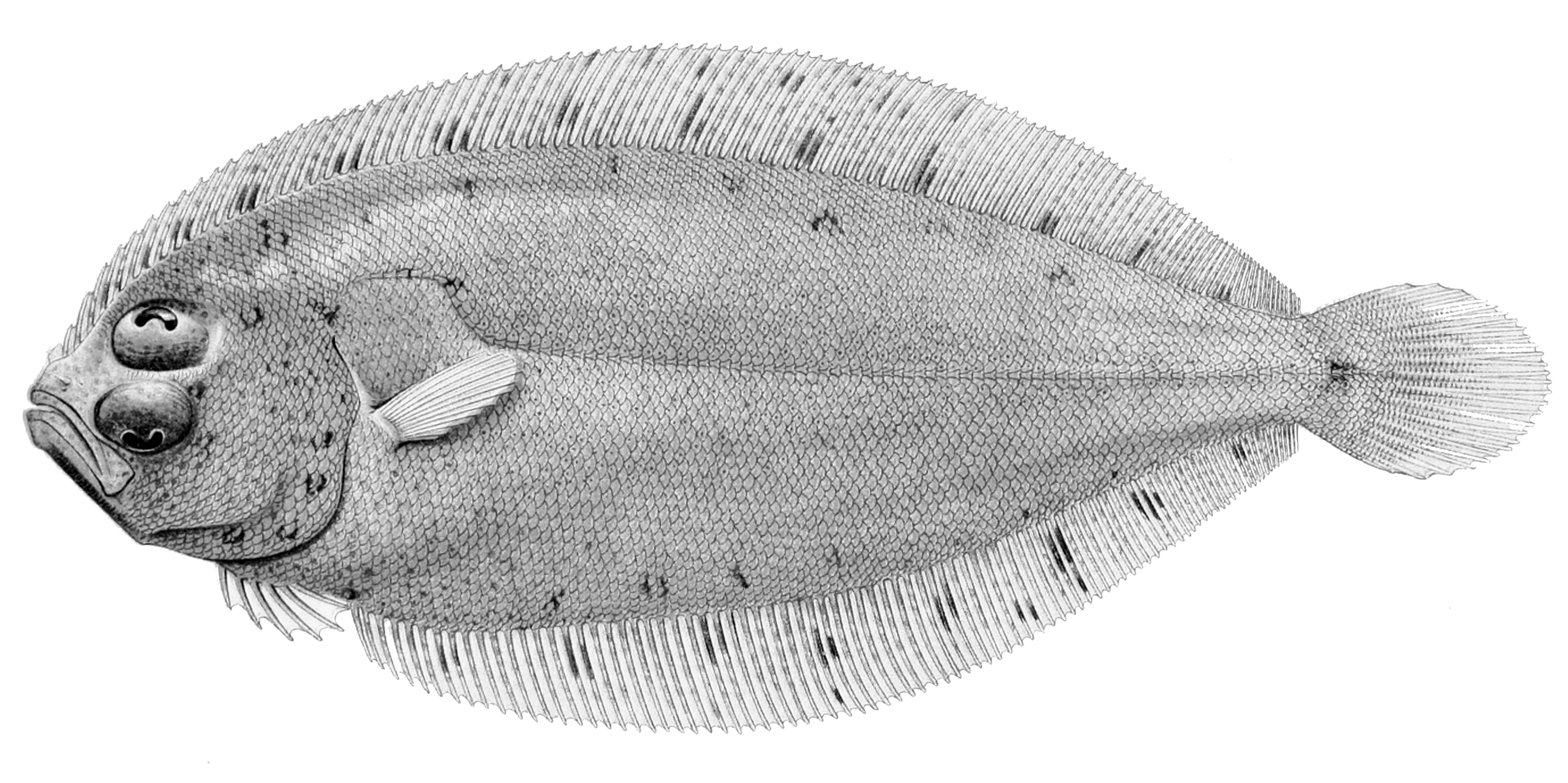
Arnoglossus debilis

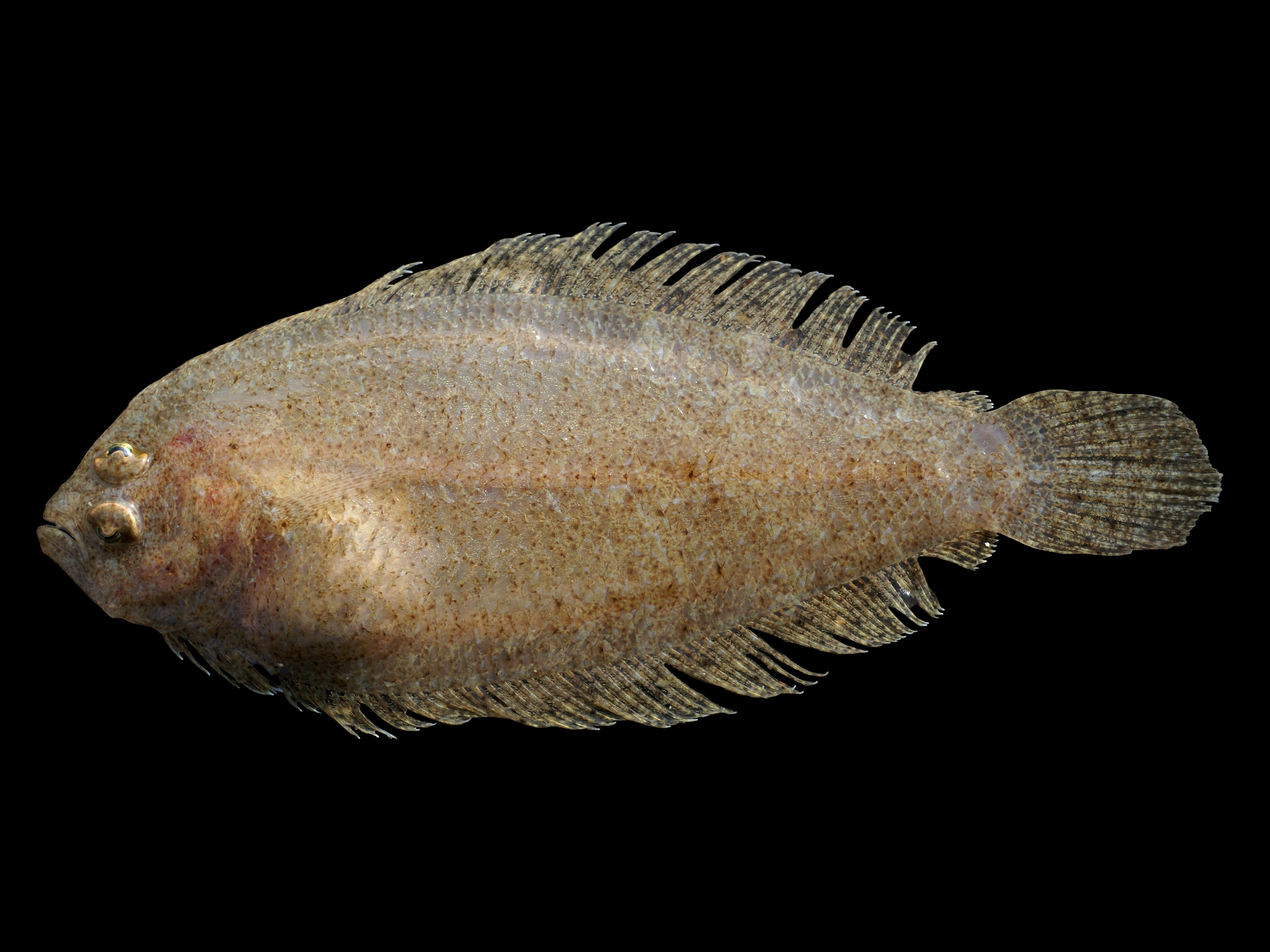
Lammzunge
(Arnoglossus laterna)

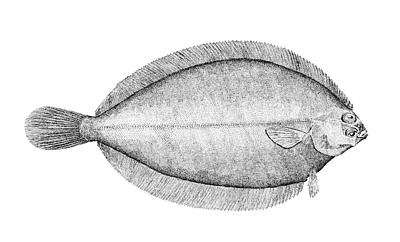
Arnoglossus scapha

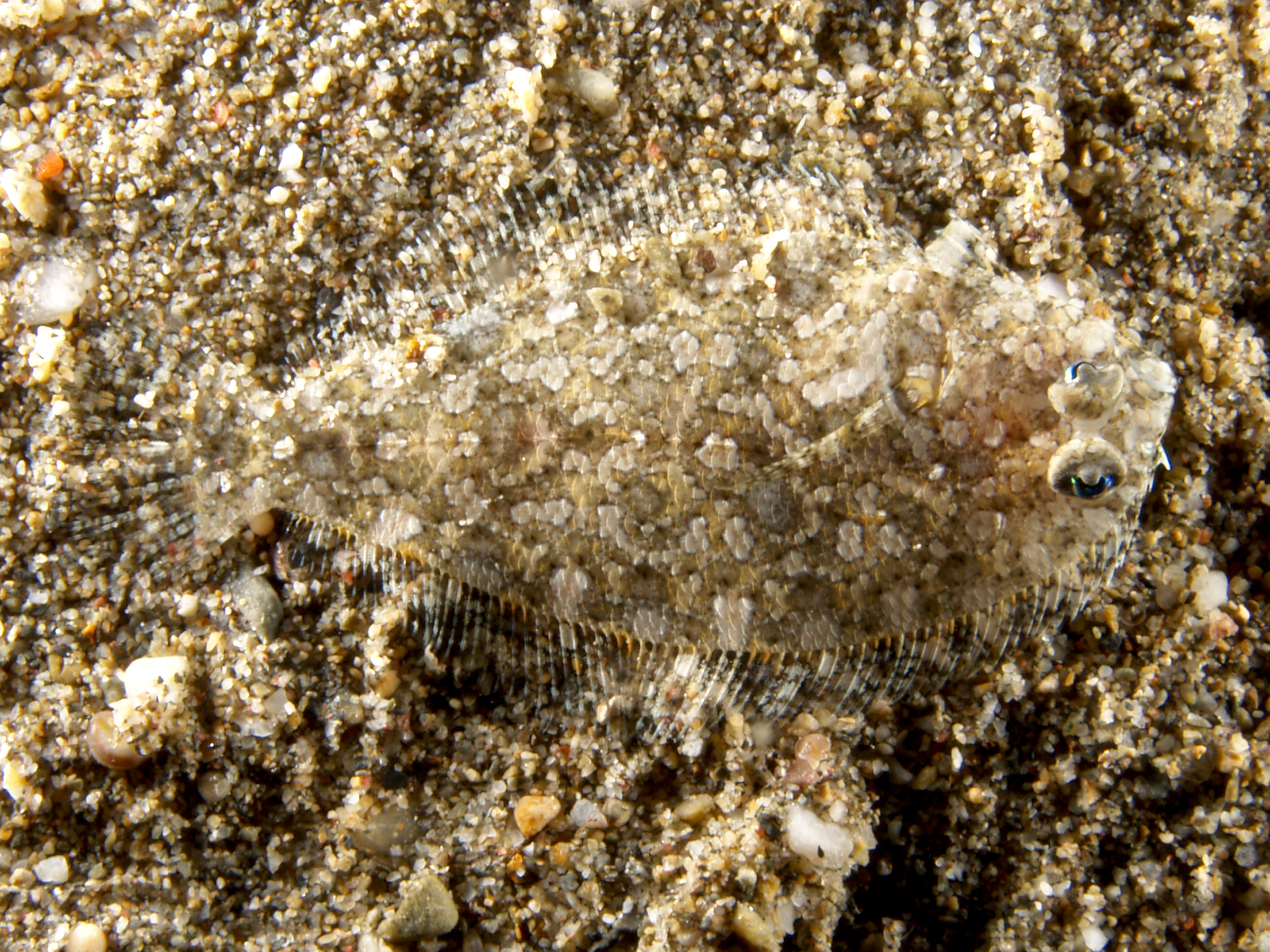
Asterhombus intermedius

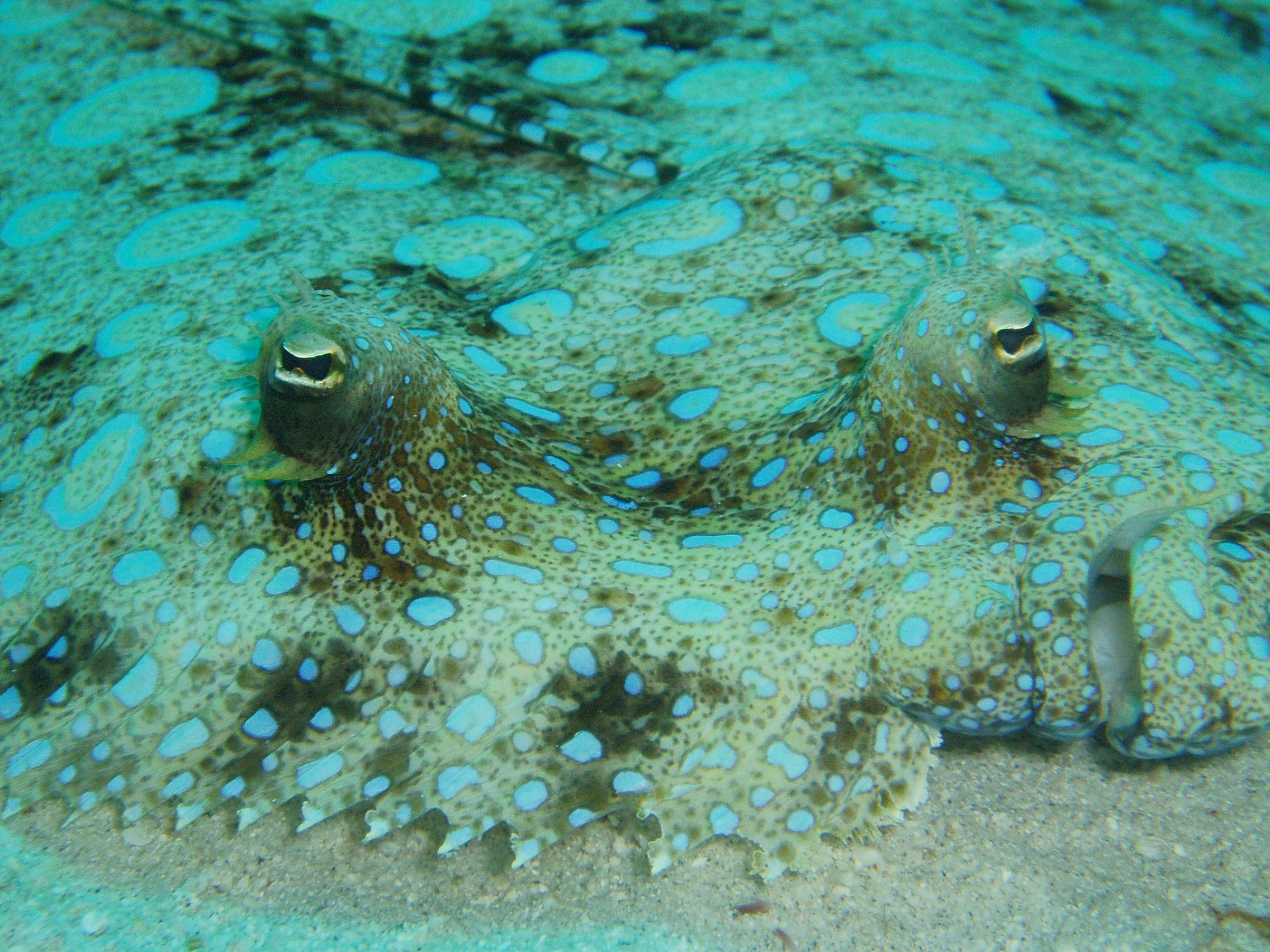
Pfauenbutt
(Bothus lunatus)

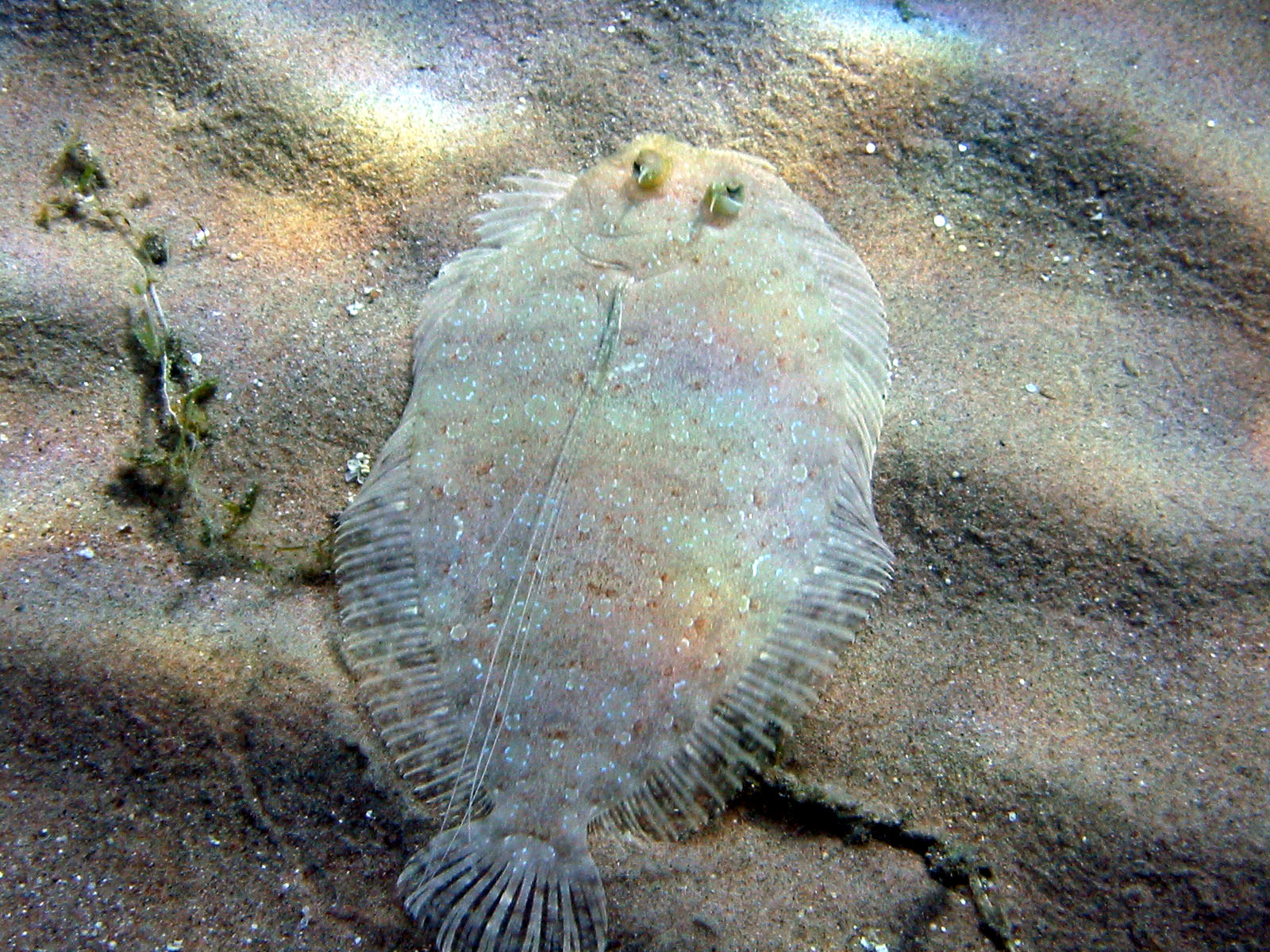
Pantherbutt
(Bothus pantherinus)

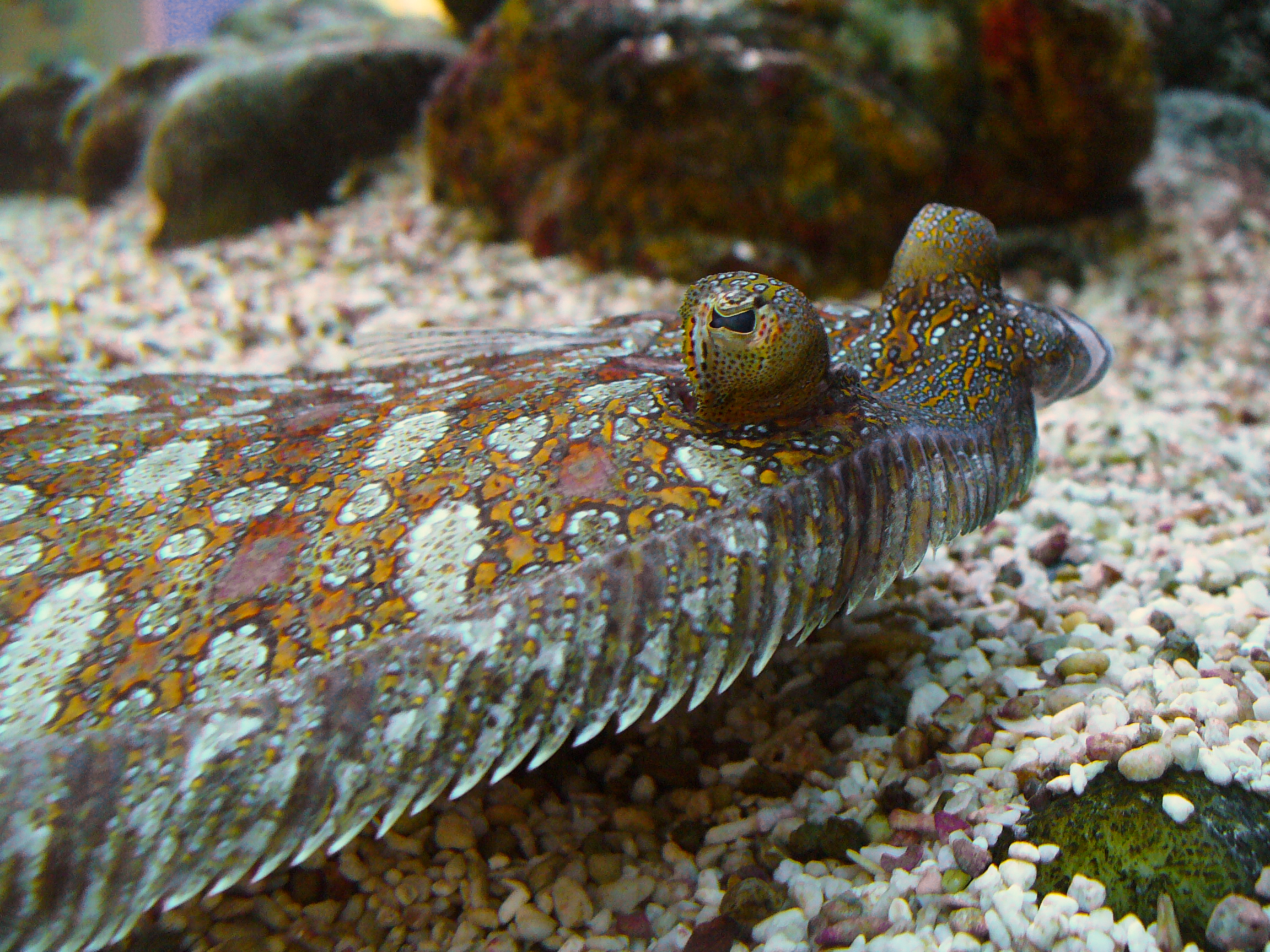
Weitaugenbutt
(Bothus podas)

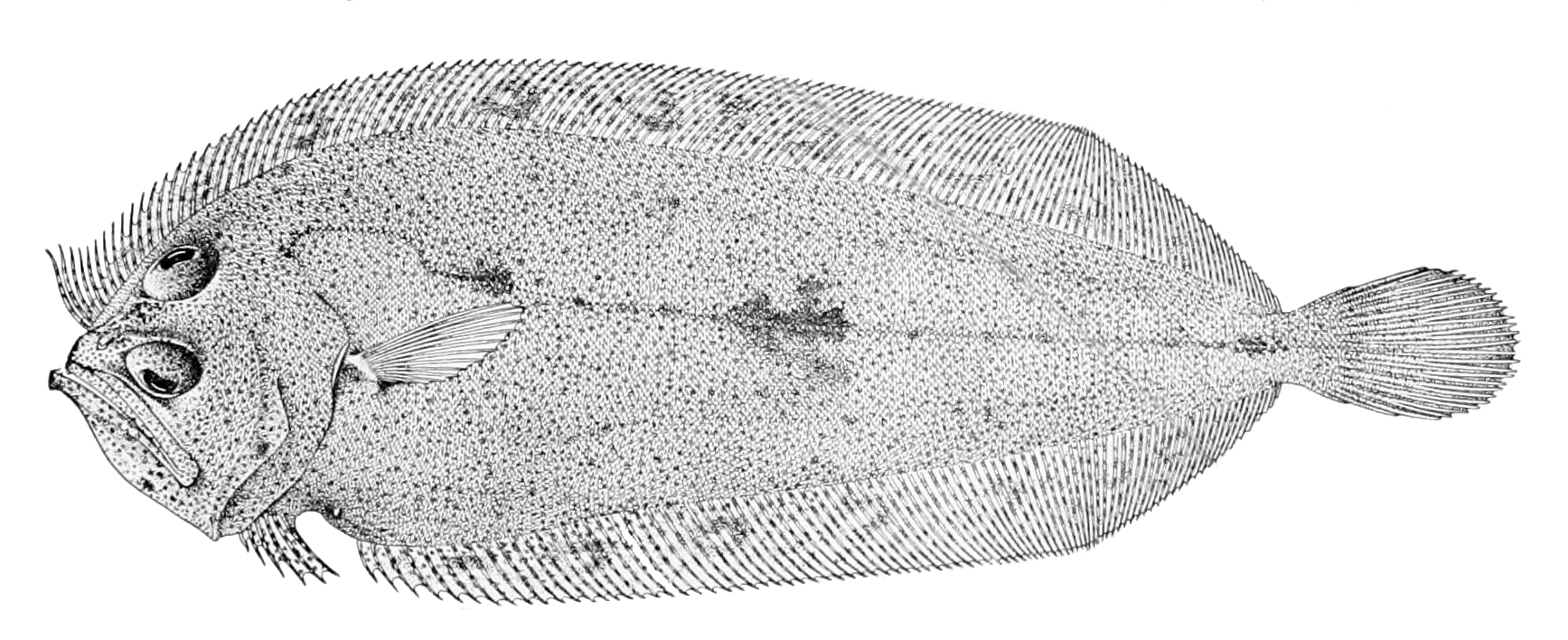
Chascanopsetta prorigera

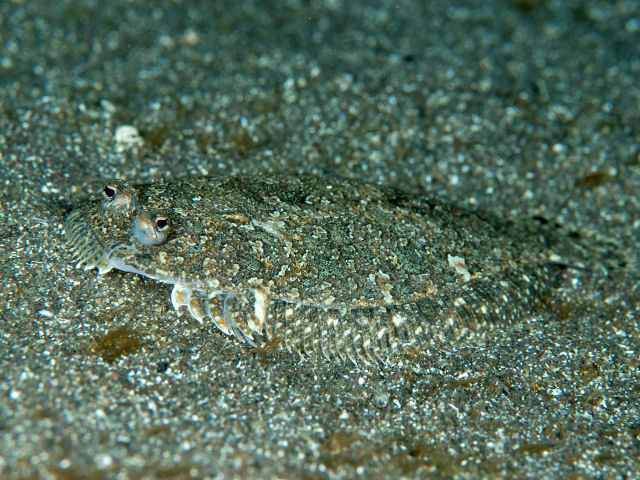
Engyprosopon grandisquama

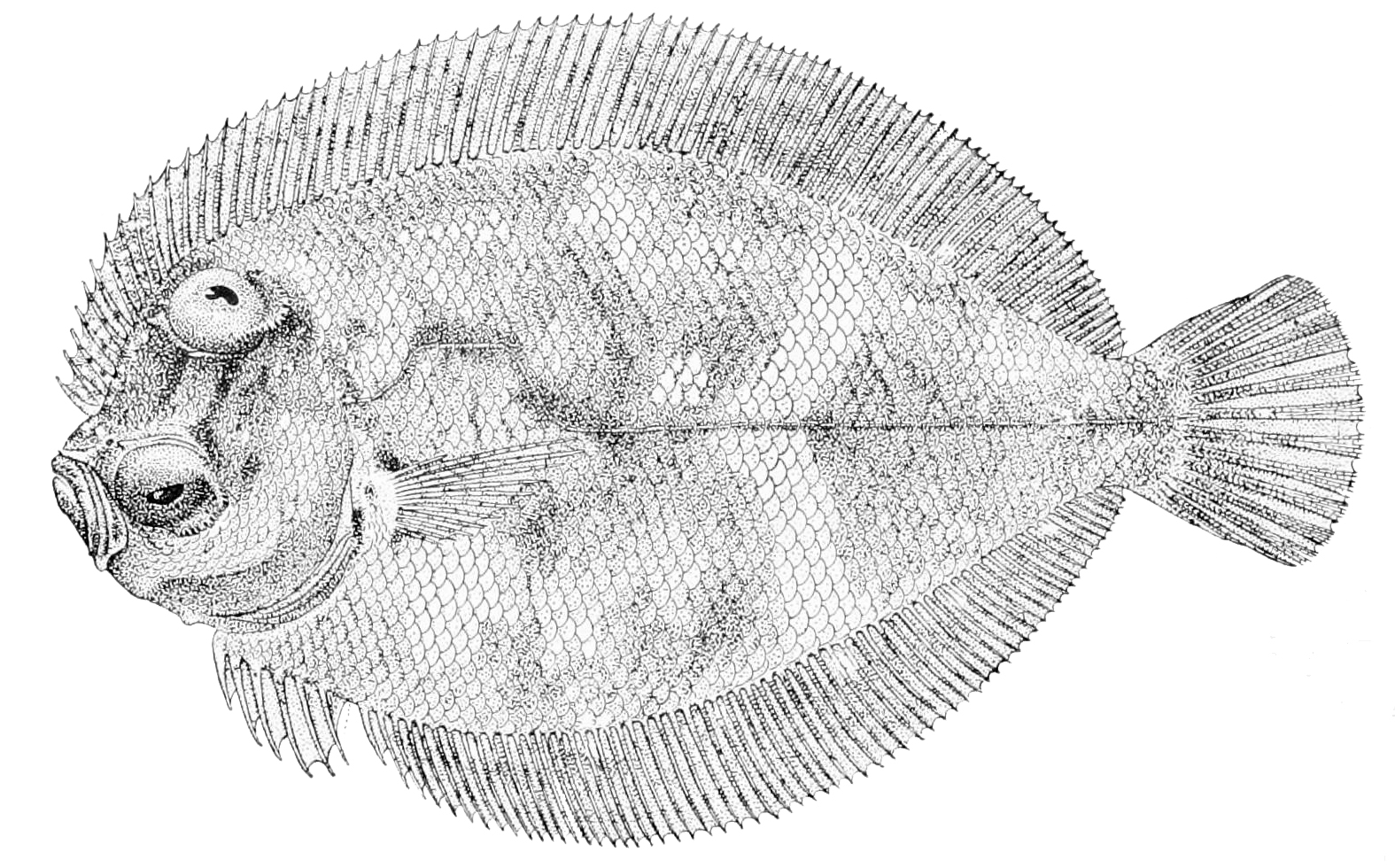
Engyprosopon xenandrus

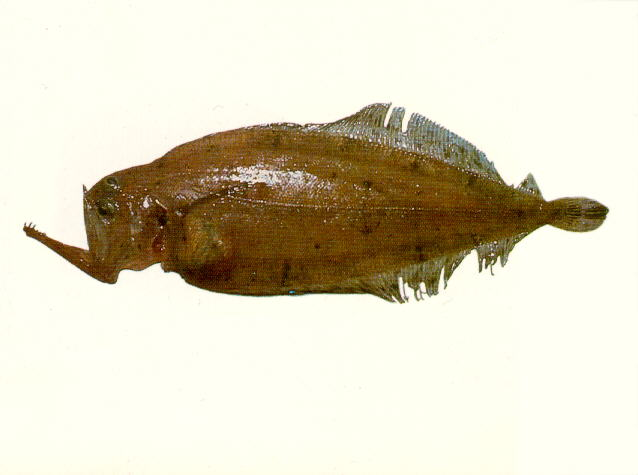
Kamoharaia megastoma

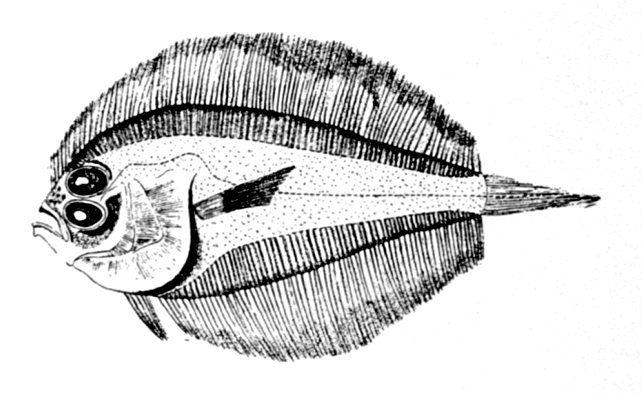
Laeops macrophthalmus

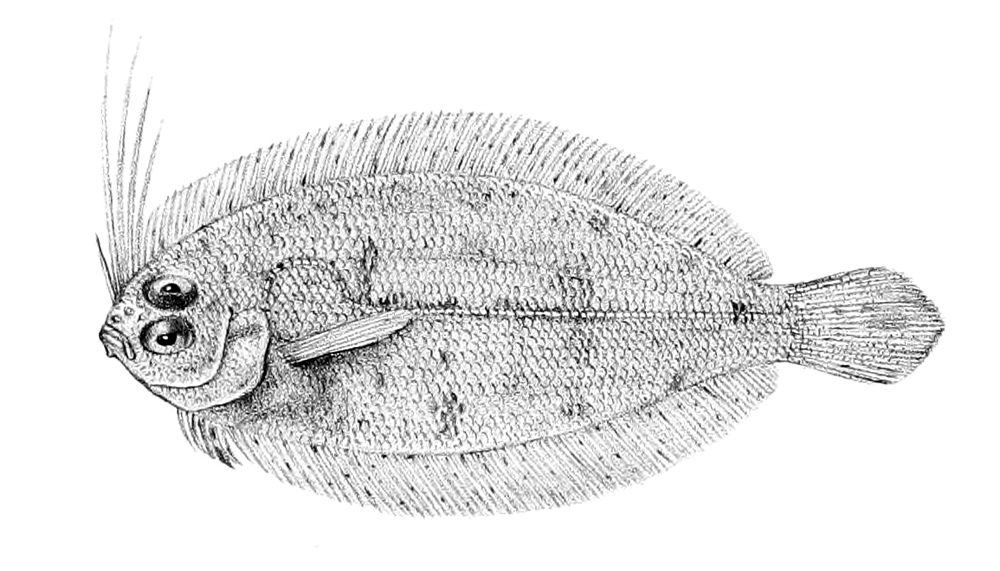
Lophonectes mongonuiensis

  - Arnoglossus arabicus Norman, 1939
  - Arnoglossus armstrongi Scott, 1975
  - Arnoglossus aspilos (Bleeker, 1851)
  - Arnoglossus bassensis Norman, 1926
  - Arnoglossus boops (Hector, 1875)
  - Arnoglossus brunneus (Fowler, 1934)
  - Arnoglossus capensis Boulenger, 1898
  - Arnoglossus dalgleishi (von Bonde, 1922)
  - Arnoglossus debilis (Gilbert, 1905)
  - Arnoglossus elongatus Weber, 1913
  - Arnoglossus fisoni Ogilby, 1898
  - Arnoglossus imperialis (Rafinesque, 1810)
  - Arnoglossus japonicus Hubbs, 1915
  - Arnoglossus kessleri Schmidt, 1915
  - Lammzunge (Arnoglossus laterna) (Walbaum, 1792)
  - Arnoglossus macrolophus Alcock, 1889
  - Arnoglossus marisrubri Klausewitz & Schneider, 1986
  - Arnoglossus micrommatus Amaoka, Arai & Gomon, 1997
  - Arnoglossus muelleri (Klunzinger, 1872)
  - Arnoglossus multirastris Parin, 1983
  - Arnoglossus nigrifrons Amaoka & Mihara, 2000
  - Arnoglossus nigrofilamentosus Fricke et al., 2017
  - Arnoglossus oxyrhynchus Amaoka, 1969
  - Arnoglossus polyspilus (Günther, 1880)
  - Arnoglossus rueppelii (Cocco, 1844)
  - Arnoglossus sayaensis Amaoka & Imamura, 1990
  - Arnoglossus scapha (Forster, 1801)
  - Arnoglossus septemventralis Amaoka & Mihara, 2000
  - Arnoglossus tapeinosoma (Bleeker, 1865)
  - Arnoglossus tenuis Günther, 1880
  - Thors Lammzunge (Arnoglossus thori) Kyle, 1913
  - Arnoglossus waitei Norman, 1926
  - Arnoglossus yamanakai Fukui, Yamada & Ozawa, 1988
- Gattung Asterorhombus
  - Asterorhombus annulatus (Weber, 1913)
  - Asterorhombus bleekeri (Macleay, 1881)
  - Asterorhombus fijiensis (Norman, 1931)
  - Zwischenbutt (Asterorhombus intermedius) (Bleeker, 1865)
  - Asterorhombus osculus Amaoka & Arai, 1998
- Gattung Bothus
  - Bothus assimilis (Günther, 1862)
  - Bothus constellatus (Jordan, 1889)
  - Bothus ellipticus (Poey, 1860)
  - Bothus guibei Stauch, 1966
  - Bothus leopardinus (Günther, 1862)
  - Pfauenbutt (Bothus lunatus) (Linnaeus, 1758)
  - Bothus maculiferus (Poey, 1860)
  - Fasanbutt (Bothus mancus) (Broussonet, 1782)
  - Bothus mellissi Norman, 1931
  - Bothus myriaster (Temminck & Schlegel, 1846)
  - Augenfleckbutt (Bothus ocellatus) (Günther, 1880)
  - Pantherbutt (Bothus pantherinus) (Rüppell, 1830)
  - Weitaugenbutt (Bothus podas) (Delaroche, 1809)
  - Bothus robinsi Topp & Hoff, 1972
  - Bothus swio Hensley, 1997
  - Bothus tricirrhitus Kotthaus, 1977
- Gattung Chascanopsetta
  - Chascanopsetta crumenalis (Gilbert & Cramer, 1897)
  - Chascanopsetta elski Foroshchuk, 1991
  - Chascanopsetta kenyaensis Hensley & Smale, 1997
  - Chascanopsetta lugubris Alcock, 1894
  - Chascanopsetta megagnatha Amaoka & Parin, 1990
  - Chascanopsetta micrognatha Amaoka & Yamamoto, 1984
  - Chascanopsetta novaeguineae Tongboonkua et al., 2018
  - Chascanopsetta prognatha Norman, 1939
  - Chascanopsetta prorigera Gilbert, 1905
- Gattung Crossorhombus
  - Crossorhombus azureus (Alcock, 1889)
  - Crossorhombus howensis Hensley & Randall, 1993
  - Crossorhombus kanekonis (Tanaka, 1918)
  - Crossorhombus kobensis (Jordan & Starks, 1906)
  - Crossorhombus valderostratus (Alcock, 1890)
- Gattung Engyophrys
  - Engyophrys sanctilaurentii Jordan & Bollman, 1890
  - Engyophrys senta Ginsburg, 1933
- Gattung Engyprosopon
  - Engyprosopon arenicola Jordan & Evermann, 1903
  - Engyprosopon bellonaensis Amaoka, Mihara & Rivaton, 1993
  - Engyprosopon brevifrontale Amaoka & Ho, 2018
  - Engyprosopon cocosensis (Bleeker, 1855)
  - Engyprosopon filimanus (Li & Wang, 1982)
  - Engyprosopon filipennis Wu & Tang, 1935
  - Engyprosopon grandisquama (Temminck & Schlegel, 1846)
  - Engyprosopon hawaiiensis Jordan & Evermann, 1903
  - Engyprosopon hensleyi Amaoka & Imamura, 1990
  - Engyprosopon hureaui Quéro & Golani, 1990
  - Engyprosopon latifrons (Regan, 1908)
  - Engyprosopon longipelvis Amaoka, 1969
  - Engyprosopon longipterum Amaoka, Mihara & Rivaton, 1993
  - Engyprosopon macrolepis (Regan, 1908)
  - Engyprosopon maldivensis (Regan, 1908)
  - Engyprosopon marquisensis Amaoka & Séret, 2005.[1]
  - Engyprosopon mogkii (Bleeker, 1854)
  - Engyprosopon multisquama Amaoka, 1963
  - Engyprosopon natalensis Regan, 1920
  - Engyprosopon obliquioculatum (Fowler, 1934)
  - Engyprosopon parvipectorale Amaoka & Ho, 2018
  - Engyprosopon praeteritus (Whitley, 1950)
  - Engyprosopon raoulensis Amaoka & Mihara, 1995
  - Engyprosopon regani Hensley & Suzumoto, 1990
  - Engyprosopon rostratum Amaoka, Mihara & Rivaton, 1993
  - Engyprosopon sechellensis (Regan, 1908)
  - Engyprosopon septempes Amaoka, Mihara & Rivaton, 1993
  - Engyprosopon vanuatuensis Amaoka & Séret, 2005
  - Engyprosopon xenandrus Gilbert, 1905
  - Engyprosopon xystrias Hubbs, 1915
- Gattung Grammatobothus
  - Grammatobothus krempfi Chabanaud, 1929
  - Grammatobothus pennatus (Ogilby, 1913)
  - Grammatobothus polyophthalmus (Bleeker, 1865)
- Gattung Japonolaeops
  - Japonolaeops dentatus Amaoka, 1969
  - Japonolaeops gracilis (Fowler, 1934)
- Gattung Kamoharaia
  - Kamoharaia megastoma (Kamohara, 1936)
- Gattung Laeops[2]
  - Laeops clarus Fowler, 1934
  - Laeops guentheri Alcock, 1890
  - Laeops lanceolata Franz, 1910
  - Laeops macrophthalmus (Alcock, 1889)
  - Laeops natalensis (Regan, 1920)
  - Laeops nigrescens Lloyd, 1907
  - Laeops nigromaculatus von Bonde, 1922
  - Laeops parviceps Günther, 1880
  - Laeops pectoralis (von Bonde, 1922)
- Gattung Lophonectes
  - Lophonectes gallus Günther, 1880
  - Lophonectes mongonuiensis (Regan, 1914)
- Gattung Monolene
  - Monolene antillarum Norman, 1933
  - Monolene asaedai Clark, 1936
  - Monolene atrimana Goode & Bean, 1886
  - Monolene danae Bruun, 1937
  - Monolene dubiosa Garman, 1899
  - Monolene helenensis Amaoka & Imamura, 2000
  - Monolene maculipinna Garman, 1899
  - Monolene megalepis Woods, 1961
  - Monolene mertensi (Poll, 1959)
  - Monolene microstoma (Kuronuma, 1940)
  - Monolene sessilicauda Goode, 1880
- Gattung Neolaeops
  - Neolaeops microphthalmus (von Bonde, 1922)
- Gattung ParabothusParabothus chlorospilus
  - Parabothus amaokai Parin, 1983

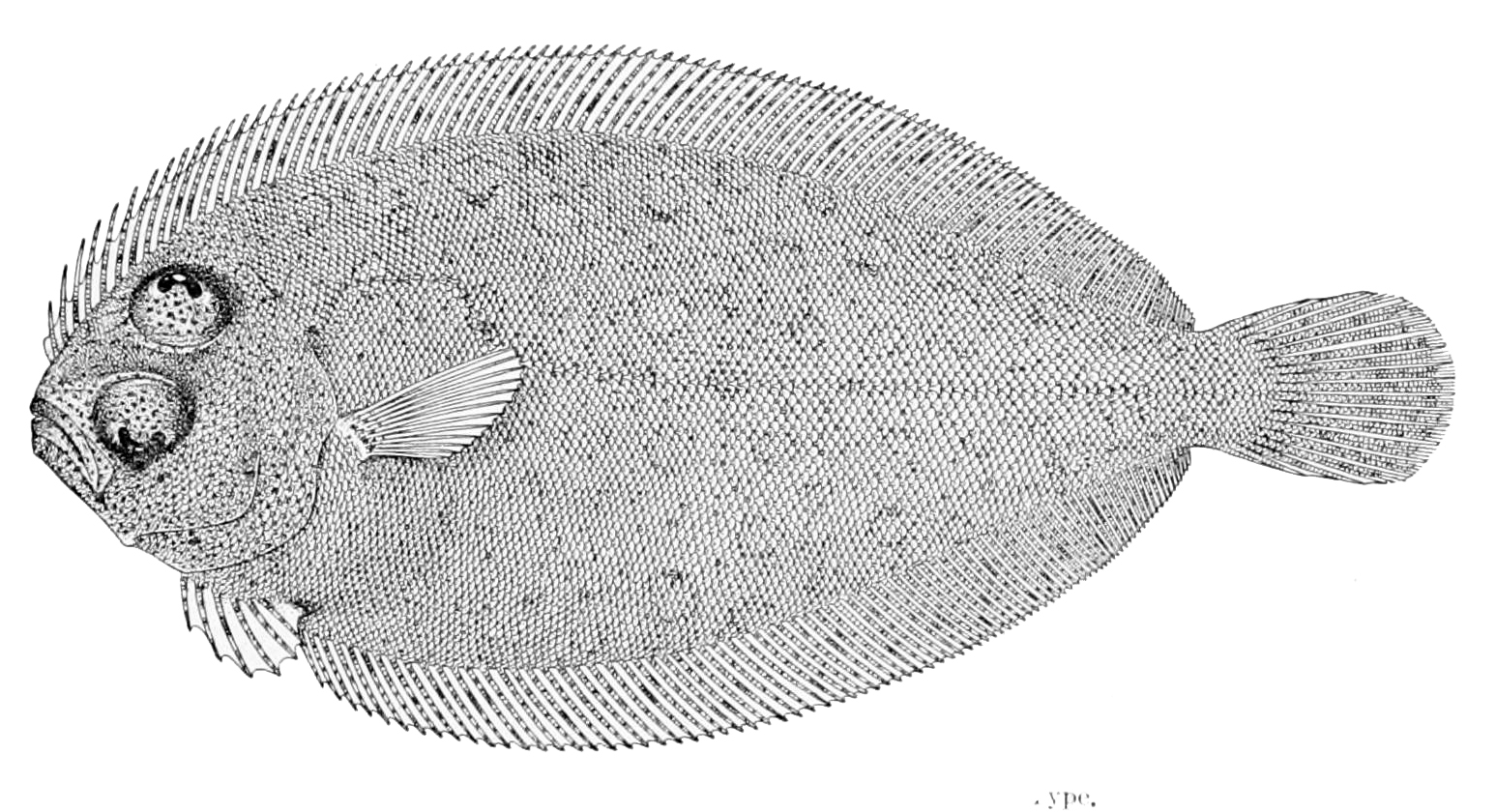
Parabothus chlorospilus

  - Parabothus budkeri (Chabanaud, 1943)
  - Parabothus chlorospilus (Gilbert, 1905)
  - Parabothus coarctatus (Gilbert, 1905)
  - Parabothus filipes Amaoka, Mihara & Rivaton, 1997
  - Parabothus kiensis (Tanaka, 1918)
  - Parabothus malhensis (Regan, 1908)
  - Parabothus polylepis (Alcock, 1889)
  - Parabothus rotundifrons Voronina et al., 2017
  - Parabothus taiwanensis Amaoka & Shen, 1993
- Gattung Perissias
  - Perissias taeniopterus (Gilbert, 1890)
- Gattung Psettina
  - Psettina brevirictis (Alcock, 1890)
  - Psettina filimana Li & Wang, 1982
  - Psettina gigantea Amaoka, 1963
  - Psettina hainanensis (Wu & Tang, 1935)
  - Psettina iijimae (Jordan & Starks, 1904)
  - Psettina multisquamea Fedorov & Foroshchuk, 1988
  - Psettina profunda (Weber, 1913)
  - Psettina senta (Ginsburg, 1933)
  - Psettina tosana Amaoka, 1963
  - Psettina variegata (Fowler, 1934)
- Gattung TaeniopsettaTaeniopsetta radula

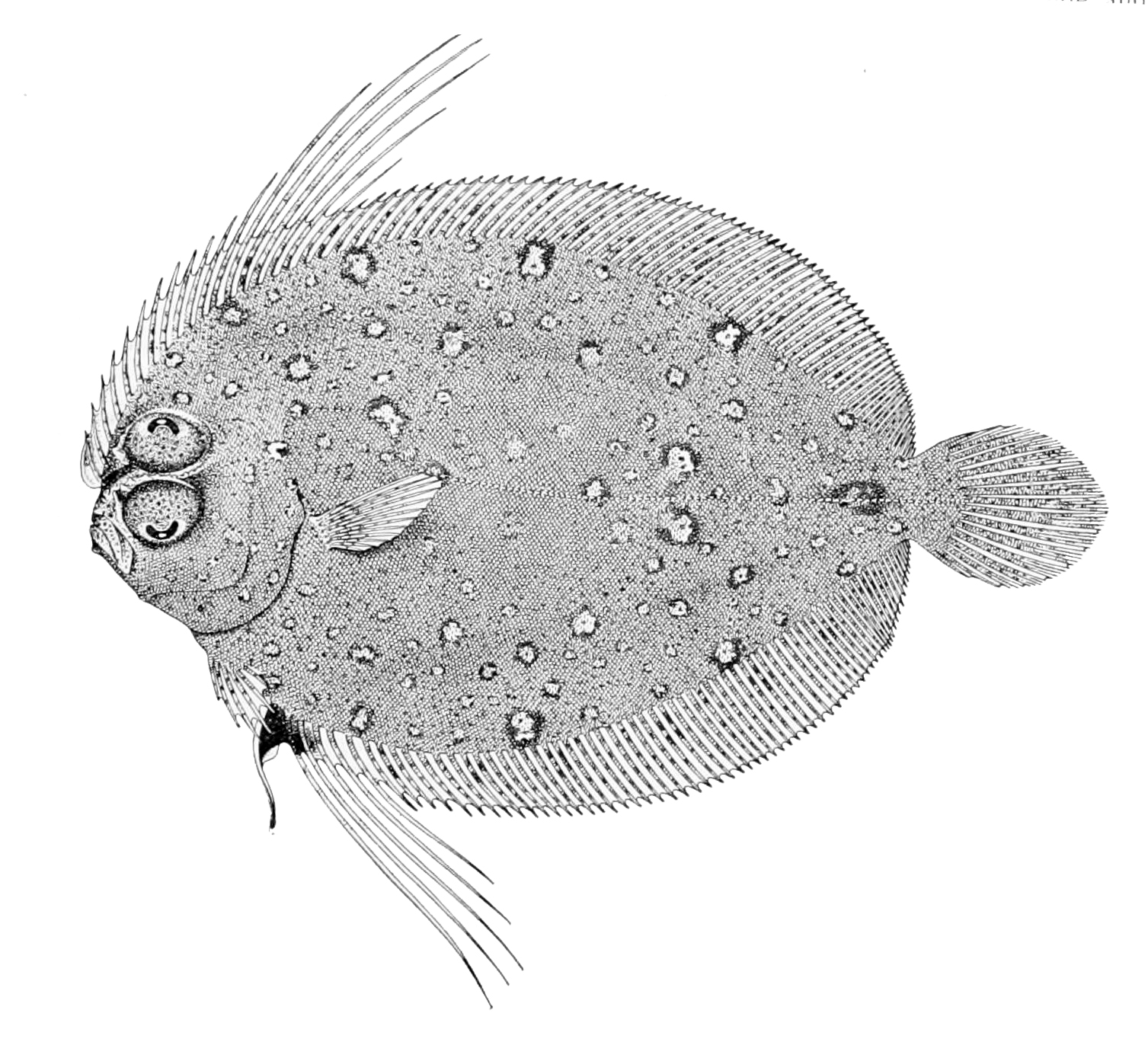
Taeniopsetta radula

  - Taeniopsetta ocellata (Günther, 1880)
  - Taeniopsetta radula Gilbert, 1905
- Gattung Tosarhombus
  - Tosarhombus brevis Amaoka, Mihara & Rivaton, 1997
  - Tosarhombus longimanus Amaoka, Mihara & Rivaton, 1997
  - Tosarhombus neocaledonicus Amaoka & Rivaton, 1991
  - Tosarhombus nielseni Amaoka & Rivaton, 1991
  - Tosarhombus octoculatus Amaoka, 1969
  - Tosarhombus smithi (Nielsen, 1964)
- Gattung TrichopsettaTrichopsetta ventralis

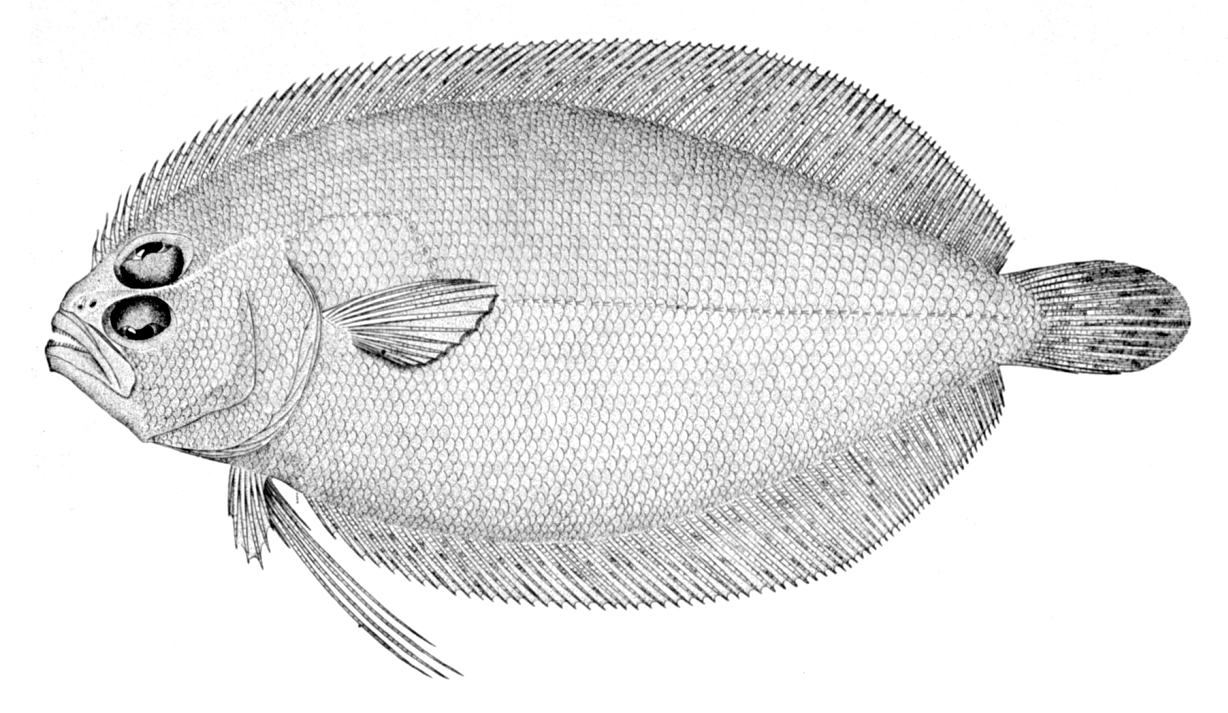
Trichopsetta ventralis

  - Trichopsetta caribbaea Anderson & Gutherz, 1967
  - Trichopsetta melasma Anderson & Gutherz, 1967
  - Trichopsetta orbisulcus Anderson & Gutherz, 1967
  - Trichopsetta ventralis (Goode & Bean, 1885)